# Undisclosed Desires
«Undisclosed Desires» (также известная как «Undisclosed») — песня английской рок-группы Muse из их пятого студийного альбома The Resistance. Песня написана Мэттью Беллами. С 16 ноября 2009 года выходит вторым синглом из альбома, после «Uprising». Обложка диска создана лондонской студией дизайна «La Boca».

## Выход песни
«Undisclosed Desires» была сначала исполнена на первом из концертов «A Seaside Rendezvous» в родном городе группы Тинмуте 4 сентября. 7 сентября песня дважды прозвучала в эфире BBC Radio 1 как часть ночи, посвященной музыке Muse. После выхода альбома песня получила самую разнообразную критику, в основном из-за своего необычного звучания, что было необычно даже для весьма разнообразного звучания Muse. Тем не менее, песня была признана одной из лучших и ключевых в альбоме.

## Клип
20 октября 2009 группа подтвердила на их официальном Twitter съемку клипа на песню фотографией Undisclosed video shoot. Клип изначально должен был быть показан 29 октября 2009 года в полночь на Channel 4, но по неизвестным причинам этого не произошло. Видео стало доступно для просмотра на MySpace с 3 ноября и на официальном сайте с 4 ноября.

## Список композиций
1. «Undisclosed Desires» — 3:56
2. «Undisclosed Desires» (Thin White Duke remix) — 7:40
3. «Undisclosed Desires» (Thin White Duke remix edit) — 4:51
4. «Undisclosed Desires» (The Big Pink remix) — 4:30

## Участники записи
- Мэтью Беллами — вокал, клавитара, синтезатор
- Крис Уолстенхолм — бас-гитара, бэк-вокал
- Доминик Ховард — ударные, синтезатор
- Марк Стент, Тед Дженсен — мастеринг и микширование звука